# Лайдерсбах
Лайдерсбах (нем. Leidersbach) — община в Германии, в земле Бавария. 
Подчиняется административному округу Нижняя Франкония. Входит в состав района Мильтенберг.  Население составляет 4851 человек (на 31 декабря 2010 года). Занимает площадь 19,81 км².
Община подразделяется на 4 сельских округа.

## Население
По оценке на 31 декабря 2015 года население общины Лайдерсбах составляет 4788 чел. 

| Дата      | 1840 | 1871 | 1900 | 1925 | 1939 | 1950 | 1961 | 1970 | 1987 | 2011 |
| --------- | ---- | ---- | ---- | ---- | ---- | ---- | ---- | ---- | ---- | ---- |
| Население | 1756 | 1744 | 1818 | 2317 | 2639 | 3218 | 3342 | 3799 | 4304 | 4874 |

| Год       | 1960 | 1970 | 1980 | 1990 | 2000 | 2009 | 2010 | 2011 | 2012 | 2013 | 2014 | 2015 |
| --------- | ---- | ---- | ---- | ---- | ---- | ---- | ---- | ---- | ---- | ---- | ---- | ---- |
| Население | 3197 | 3815 | 4175 | 4541 | 4803 | 4858 | 4851 | 4828 | 4770 | 4742 | 4703 | 4788 |